# Коровино (Юрьево-Девичьевское сельское поселение)
Коровино — деревня в Конаковском районе Тверской области. Входит в состав Юрьево-Девичьевского сельского поселения.

## География
Находится в юго-восточной части Тверской области на расстоянии приблизительно 7 км на запад-северо-запад от районного центра города Конаково в левобережной части района.

## История
Известна была с 1851 года как владение Александры Ивановны Васильчиковой, нынешнее название с 1859 года. В 1900 году здесь было 20 дворов.

## Население
Численность населения: 159 человек (1900 год), 3 (русские 100 %)в 2002 году, 13 в 2010.